# Voo Hapag-Lloyd 3378
O Voo Hapag-Lloyd 3378 foi uma rota regular de passageiros operado pela Hapag-Lloyd Flug de Chania, Grécia, para Hannover, na Alemanha. Em 12 de julho de 2000, a aeronave que realizava a rota, um Airbus A310-304 prefixo D-AHLB, com 143 passageiros e 8 tripulantes a bordo, partiu para Hannover deixando o trem de pouso totalmente estendido por precaução, pois havia avarias que impediam sua retração adequada após a decolagem. O avião acabou ficando sem combustível enquanto tentava desviar para Viena, fazendo um pouso forçado pouco antes da pista 34. Não houve fatalidades, embora a aeronave tenha sido dada como perda total.

## Incidente
O capitão Wolfgang Arminger era o piloto no comando. O voo decolou às 10:59, logo após foi descoberto ser impossível retrair totalmente o trem de pouso, conforme indicado tanto pela lâmpada vermelha "trem inseguro" quanto pela lâmpada amarela "porta do trem aberto". Após um total de quatro tentativas de retração, a marcha foi deixada na condição totalmente estendida, onde todas as luzes indicavam uma condição válida com as portas ajustadas para velocidade de cruzeiro. O voo continuou em direção à Alemanha, pois o combustível devia ser consumido antes do pouso em qualquer caso. A tripulação teve que lidar com uma carga de trabalho maior na cabine, agravada pela indisponibilidade da estação de rádio HF da companhia aérea para consultas técnicas, obrigando o primeiro oficial a passar quase uma hora estabelecendo comunicações alternativas com a companhia aérea por meio ACARS e Stockholm Radio. Usando o sistema de gerenciamento de voo, a tripulação estimou o consumo de combustível da aeronave e o comandante, em consulta com o despacho, decidiu encurtar o voo e desviar para Munique, onde outro A310 estaria pronto para levar os passageiros ao destino final. No entanto, o capitão ignorou o fato de que o FMS não foi projetado para levar em consideração o arrasto extra produzido pelo trem de pouso estendido. Na verdade, Munique não estava dentro do alcance, como eventualmente ficou claro com a queda inesperadamente rápida nas reservas de combustível. Por volta das 12:00, o capitão decidiu desviar para o Aeroporto Vienna-Schwechat, em Viena, na Áustria.
Pouco depois, o primeiro oficial notou e relatou ao capitão que eles já haviam consumido metade de sua carga inicial de combustível, embora tivessem progredido apenas para o último ponto de passagem "YNN" ainda dentro da Grécia, cerca de um terço da distância total até Viena. Às 12h34, a previsão do FMS para o combustível restante na chegada a Viena caiu para 1,9 t. Nessas condições, as regras da companhia aérea exigem o desvio imediato para o aeroporto adequado mais próximo, que seria Zagreb, a 10 minutos de distância. O relatório da investigação afirma que "não houve evidência de resposta imediata da tripulação a esta situação." Enquanto o contato com Zagreb foi feito 9 minutos depois, a tripulação seguiu em direção a Viena, solicitando um acesso mais direto a uma pista. Às 12h53, a tripulação notificou o controle de tráfego aéreo de Viena que, se o acesso direto à pista não estivesse disponível, eles prefeririam desviar para Graz. Isso fez com que o ATC de Viena indagasse e finalmente soubesse que o voo estava com pouco combustível, mas os pilotos não declararam emergência, ainda prevendo um pouso normal. Quando os medidores de combustível caíram 1,9 t restantes, o primeiro oficial sugeriu duas vezes o capitão a declarar uma emergência, mas o capitão adiou a ação. Às 13:01, o aviso "nível baixo de combustível LT" indicava combustível restante de 1340 kg, o que gera automaticamente uma mensagem ACARS. Neste momento, a aeronave estava a 78 km a nordeste de Zagreb, 157 km a sudeste de Graz e 131 243 km de Viena. Às 11h07min, a tripulação finalmente declarou emergência devido à falta de combustível, embora afirmasse que esperava chegar a Viena.
Neste ponto, a tripulação ainda estava debatendo um possível desvio para Graz, mas descobriu que a carta de aproximação para aquele aeroporto estava faltando na coleção de mapas da aeronave. Às 11:12 UTC, a tripulação ainda debatia a contribuição do FMS para sua situação. O primeiro oficial desconfiava de seu desempenho com o equipamento abaixado, enquanto o capitão ainda o defendia. O capitão instruiu o primeiro oficial a não solicitar serviços de emergência para o pós-pouso e a adiar a implantação dos flaps, especialmente se os motores falharem. Às 11:26 UTC, a pressão caiu na entrada da bomba de combustível externa direita, mas a bomba continuou funcionando. Ambos os motores pararam a 22 km da pista, embora o primeiro oficial tenha sido capaz de reiniciá-los por mais alguns minutos de impulso. Como não havia tempo para a lista de verificação final, a chave "Land Recovery" foi negligenciada, resultando na operação limitada dos ailerons internos necessários para o controle de estabilidade em baixas velocidades. A ponta da asa esquerda atingiu a superfície gramada a cerca de 660 m da pista, seguida pelo trem de pouso esquerdo, que colapsou após 22 m. A aeronave derrapou com o motor esquerdo e o trem de pouso principal direito, sobre conjuntos de luzes de aproximação e antenas, virando à esquerda em 90° e parando na pista perto do final da taxiway. Cerca de 26 passageiros sofreram ferimentos leves ao usar os escorregadores infláveis. Embora as fotos mostravam que a aeronave permaneceu estruturalmente intacta, ela foi dada como perda total devido aos graves danos na parte inferior da fuselagem. Esta foi a sexta perda total do Airbus A310.

## Investigação
O relatório final sobre a investigação do incidente foi publicado (apenas em alemão) em 21 de março de 2006 pelo Conselho de Investigação de Acidentes Aéreos (Flugunfalluntersuchungsstelle) do Escritório Federal dos Transportes austríaco. O relatório identificou a causa da falha de retração do trem de pouso como um descuido menor durante a manutenção; uma porta de travamento inadequadamente fixada permitiu que um parafuso girasse gradualmente, levando a um erro de ajuste de 10 mm que impediu a retração completa. O relatório identificou várias razões principais pelas quais a tripulação da cabine não conseguiu lidar adequadamente com esse mau funcionamento técnico relativamente pequeno do trem de pouso, continuando o voo até a falha do motor devido ao esgotamento do combustível.
- A tripulação não cumpriu os regulamentos da empresa em relação às reservas de combustível, causados por vários fatores humanos, principalmente a extrema carga de trabalho e estresse, levando à perda de consciência situacional.
- As reservas de combustível foram determinadas exclusivamente pelo FMS, por desconhecimento de sua inaplicabilidade com o trem abaixado.
- O capitão não conseguiu desviar para o aeroporto de Zagreb ao receber o aviso de nível de combustível baixo, aparentemente tornando-se excessivamente orientado para um único objetivo.
- A documentação da Airbus falhou em informar de forma adequada e clara a tripulação de voo sobre as limitações que se aplicam ao gerenciamento de combustível usando o FMS.
- A companhia aérea forneceu documentação insuficiente na lista de verificação para "indicação anormal do trem de pouso", e a Divisão de Operações forneceu uma revisão inadequada dos requisitos de combustível.

O relatório faz 14 recomendações de melhorias em sistemas, documentos e procedimentos para evitar tais problemas no futuro.

## Acusação criminal
A Hapag-Lloyd relatou que o capitão Wolfgang Arminger deixou voluntariamente a companhia aérea seis meses após o incidente. Em 2004, um tribunal distrital de Hannover condenou o capitão Arminger por "interferência perigosa no tráfego aéreo", dizendo que ele estava "colocando em risco a vida de outras pessoas", principalmente por não conseguir desviar para Zagreb, e deu-lhe uma pena suspensa de seis meses de prisão. A condenação foi criticada pela repórter da corte alemã Gisela Friedrichsen, que considerou que as duas sessões do julgamento principal não foram suficientes para apresentar e avaliar todas as evidências.
Um relatório publicado em 2012 pela American Bar Association argumenta que a segurança das companhias aéreas é prejudicada por tais processos porque sua ameaça impediria os processos de investigação.